# باتريك والش (كاهن كاثوليكي)
باتريك والش (بالإنجليزية: Patrick Walsh)‏ هو كاهن كاثوليكي بريطاني، ولد في 9 أبريل 1931 في كوف في جمهورية أيرلندا.